# Geraldo Majella Agnelo
Geraldo Majella Agnelo (Brazília, 1933. október 19. – Londrina, 2023. augusztus 26.) olasz származású brazil teológus és katolikus bíboros. Salvador da Bahia nyugalmazott érseke. Az érseki hivatalt 1999. január 13. és 2011. január 12. között töltötte be, ez idő alatt Brazília prímása is volt. 2003-tól nyugalmazásáig a Brazil Nemzeti Püspöki Konferencia elnöke. 2001-ben II. János Pál pápa bíborossá kreálta, címtemploma a római San Gregorio Magno alla Magliana Nuova.